# Sfânta Casiana
Kassia, Cassia sau Kassiani (în greacă Κασσιανή, pronunțat [kasia'ni]; 805/810 - înainte de 865) a fost o stareță, poetă, compozitoare și imnografă bizantină. Ea este unul dintre primii compozitori medievali ale căror partituri există și pot fi interpretate de către cărturari și muzicieni moderni. Aproximativ cincizeci dintre imnurile ei au supraviețuit și douăzeci și trei sunt incluse în cărțile liturgice ale Bisericii Ortodoxe. Numărul exact al imnurilor este dificil de evaluat, deoarece multe dintre acestea sunt atribuite diferiților autori în diferite manuscrise și sunt adesea identificate ca anonime.
În plus, circa 789 din versetele sale non-liturgice au supraviețuit. Multe sunt epigrame sau aforisme numite „vers gnomic”, ca de exemplu, „îl urăsc pe omul bogat care geme ca și cum ar fi sărac”.
Casiana este notabilă ca fiind una dintre cel puțin două femei din perioada bizantină mijlocie despre care se știe că au scris sub propria semnătură, cealaltă fiind Anna Comnena.

## Nume
Numele ei este o formă greacă feminină a numelui latin Cas[s]ius. Este scris diferit: Κασσιανή (pronunția contemporană[kaˈsçani]), Κασ(σ)ία (Kas[s]ia), Εικασία (Eikasia), Ικασία (Ikasia), Casiana, Cas[s]ia, Cassiane, Kassiana.

## Viață

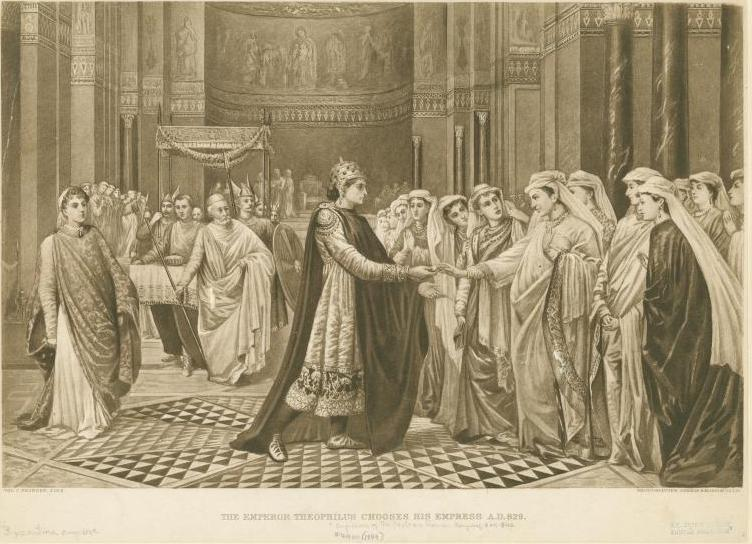
Reprezentare din secolul al XIX-lea a alegerii soției de către împăratul Teofil

Casiana s-a născut între 805 și 810 la Constantinopol într-o familie bogată și a fost excepțional de frumoasă și inteligentă. Trei cronicari bizantini, Pseudo-Symeon Logotetul, Gheorghe Călugărul (Georgios Hamartolos sau Gheorghe Păcătosul) și Leo Gramaticianul, susțin că aceasta a participat la „alegerea miresei” (metoda prin care prinții / împărații bizantini și-au ales uneori o mireasă, cea aleasă primea adesea un măr din aur). Evenimentul a fost organizat pentru tânărul burlac Teofil de către mama sa vitregă, împărăteasa Eufrosina, fosta soție a lui Mihail al II-lea Amorianul. Marcat de frumusețea Casianei, tânărul împărat s-a apropiat de ea și i-a spus: „Prin femeie [au intrat în lume] cele josnice”, referindu-se la păcatul și suferința care au apărut ca urmare a încălcării poruncii lui Dumnezeu de către Eva. Casiana i-a răspuns prompt: „Și prin femeie [au venit și] cele mai alese”, referindu-se la speranța mântuirii bazată pe întruparea lui Iisus Hristos prin Fecioara Maria. Conform tradiției, dialogul textual a fost:

- „Ἐκ γυναικὸς τὰ χείρω”.

med [ek ʝyne'kos ta 'çiro]

- „Kαὶ ἐκ γυναικὸς τὰ κρείττω”.

med [c(e) ek ʝyneˈkos ta ˈkrito]

Teofil a fost rănit în mândria sa și a respins-o pe Casiana. În cele din urmă a ales-o pe Teodora ca soție a sa.
Următorul lucru care se știe despre Casiana este că în 843 a fondat o mănăstire în vestul Constantinopolului, lângă zidurile lui Constantin, și a fost prima stareță a acesteia. Deși mulți cărturari  cred că a făcut acest lucru datorită amărăciunii pentru că nu a reușit să se căsătorească cu Teofil și eventual să devină împărăteasă, cu toate acestea o scrisoare de la Teodor Studitul indică faptul că a avut alte motivații pentru dorința sa de a avea o viață monahală. A avut o relație strânsă cu mănăstirea din apropiere, Stoudios, dedicată lui Ioan Botezătorul, care avea să joace un rol central în reeditarea cărților liturgice bizantine în secolele IX și X, ceea ce a asigurat supraviețuirea operei sale (Kurt Sherry, pag. 56). Cu toate acestea, din moment ce viața monahală a fost o vocație obișnuită în perioada ei, zelul religios este un motiv la fel de probabil ca depresia sau aspirația la un renume artistic.
Împăratul Teofil a fost un iconoclast feroce și orice urmă de sentimente pe care le-ar fi putut avea pentru Casiana nu a salvat-o de politica imperială de persecuție a celor care susțineau venerarea icoanelor. Printre altele, ea a fost condamnată la lovituri cu biciul. În ciuda acestei pedepse, ea a rămas fermă în apărarea credinței ortodoxe, iar la un moment dat a spus: „Urăsc tăcerea atunci când a venit timpul să vorbim”.
După moartea lui Teofil în 842, tânărul său fiu Mihail al III-lea a ajuns împărat roman de est, iar împărăteasa Teodora a condus ca regentă. Împreună au pus capăt celei de-a doua perioade a iconoclasmului (814-842); iar pacea a fost restabilită în imperiu.
Casiana a călătorit pentru o perioadă scurtă în Italia, dar în cele din urmă s-a stabilit pe insula grecească Kasos, unde a murit undeva între 867 și 890 AD. În orașul Panaghia, se găsește o biserică unde se află mormântul / relicvele sf. Casiana.

## Lucrări
Casiana a scris multe imnuri care sunt încă folosite în liturghia bizantină. Ea a devenit o apropiată a marelui teolog și imnograf Teodor Studitul, încă din tinerețea ei, iar el a fost impresionat de învățătura și de stilul său literar. Ea a scris nu numai poezie spirituală, dar a compus și muzică acompaniatoare. Ea este privită ca un „fenomen excepțional și rar” în rândul compozitorilor din vremea ei. Cel puțin douăzeci și trei de imnuri autentice i-au fost atribuie.

### Imnul Casianei
Cea mai faimoasă dintre compozițiile ei este imnul care-i poartă numele, Imnul Casianei (cunoscut și sub numele de Troparul Casianei). Acest imn este cântat în fiecare an de utrenie în Miercurea Mare (care în practica parohială obișnuită se cântă marți seara) la sfârșitul stihoavnei.
Tradiția spune că în ultimii săi ani, împăratul Teofil, care era încă îndrăgostit de ea, a dorit să o mai vadă încă o dată înainte de a muri, așa că a s-a dus călare la mănăstirea unde locuia. Casiana era singură în chilia ei, scriind Imnul, când și-a dat seama că agitația pe care a auzit-o se datora faptului că a sosit împăratul. Ea era încă îndrăgostită de el, dar acum era devotată lui Dumnezeu și s-a ascuns pentru că nu voia ca vechea ei pasiune s-o facă să-și încalce jurământul monahal. Casiana a lăsat imnul neterminat pe masă. Teofil i-a găsit chilia și a intrat singur în ea. El a căutat-o, dar ea nu era acolo; era ascunsă într-un dulap, de unde îl urmărea. Teofil, copleșit de supărare, a plâns și a regretat acel moment de mândrie din tinerețea sa când a respins o femeie atât de frumoasă și de intelectuală; apoi a văzut hârtiile de pe masă și le-a citit. După ce a terminat de citit, s-a așezat și a adăugat imnului un rând; apoi a plecat. Expresia atribuită împăratului este următoarea „al căror sunet auzindu-l cu urechile Eva în rai în amiazăzi, de frică s-a ascuns” (sau doar ultimele cuvinte: „de frică s-a ascuns“). Legenda spune că, în timp ce a plecat, a observat-o pe Casiana în dulap, dar nu i-a vorbit, din respect pentru dorința ei intimă. Casiana a ieșit după ce împăratul a plecat, a citit ce a scris, a păstrat cuvintele acestuia și a terminat imnul.
Muzica compusă pentru imn este lentă, îndurerată și tânguioasă. Durează aproximativ de la zece la douăzeci de minute, în funcție de tempo și stilul de interpretare. Necesită o gamă vocală foarte largă și este considerată una dintre cele mai exigente piese - dacă nu chiar cea mai solicitantă - a cântecului bizantin solo, iar cantorii se mândresc cu faptul că o interpretează foarte bine. De asemenea, este cântată de coruri, adesea acompaniată de un bas vocal bizantin (ison). Credincioșii își propun de multe ori să meargă la biserică pentru ca să-i asculte imnul. În mai multe locuri din Grecia, slujba utreniei Mirelui din Sfânta și Marea zi Marți este populară printre lucrătorii din industria sexuală, care nu sunt adesea văzuți în biserică în alte perioade ale anului. Ei vin în număr mare, pentru a asculta Imnul Casianei, deoarece imnul este asociat cu femeia căzută în multe păcate.

## Portretizări
Multe povești fictive au fost create în jurul relației sale cu împăratul Teofil. Istorici contemporani precum Glykas, Ptochoprodromos, Kodinos, Zonaras și Georgios Amartolos au descris exilul ei în Italia în timpul războaielor iconoclastice și faptul că ulterior s-a stabilit și a murit în insula Kasos, undeva între 867 și 890 e.n.
Ea este interpretată de Karima McAdams în sezonul 5 al serialului de televiziune Vikingii.
În august 2019, cantautorul englez Frank Turner a inclus o melodie narată din punctul ei de vedere pe albumul său No Man's Land.

### Alte lucrări
Printre celelalte imnuri pe care Casiana le-a compus se numără și următoarele:
- Doxastikon (Δοξαστικόν) - cântat la Vecernia Sfânta Liturghie din Ajunul Crăciunului
- Numeroase imnuri în cinstea sfinților din Minei (ciclu fix al calendarului liturgic ortodox), precum Sărbătoarea Nașterii Sfântului Ioan Botezătorul, 24 iunie.
- Printre imnurile ei din Triod (carte liturgică folosită în timpul Postului Mare) se numără irmoase pentru Canonul Utreniei din Joia Mare.
- Cea mai lungă compoziție a sa este un Canon pentru cei plecați, format din 32 de strofe (strophe),[14] care sunt cântate la parastase (slujbe de pomenire).

## Comemorare religioasă
Ziua de comemorare a Sfintei Casiana este sărbătorită de Biserica Ortodoxă pe 7 septembrie.
Ea apare adesea reprezentată pe icoana Duminicii Dreptei Credințe (Prima Duminică a Postului Mare), datorită puternicei sale apărări a venerației icoanelor.

## Înregistrări
Următoarele sunt înregistrări comerciale ale muzicii Casianei:
- Kronos Quartet: Early Music (Lachrymæ Antiquæ), SUA 1997.
- Sarband: Sacred Women, Women as Composers and Performers of Medieval Chant. Dorian, SUA 2001.[15]
- Deborah Kayser și Nick Tsiavos The Fallen Woman CD lansat în 2008.
- VocaMe: Kassia - Byzantine hymns of the first woman composer - Imnuri bizantine ale primei femei compozitoare. Christophorus, Germania 2009. 18 piese, cu texte complet cântate în scris grecesc, traduceri germane și engleze. [16]
- Choral Settings of Kassiani: with members of Cappella Romana and the English Chamber Choir.. Lansat în 2011.
- Hymns of Kassiani, imnuri de Crăciun, Triod și pentru Săptămâna Mare. Cappella Romana, Alexander Lingas. Lansat în 2021.  Arhivat în 7 mai 2021, la Wayback Machine.

## Alte surse
- Diane Touliatos. „Kassia”, Grove Music Online, ed. L. Macy (accesat la 12 februarie 2006), grovemusic.com Arhivat în 16 mai 2008, la Wayback Machine. (acces prin abonament).
- Anna M. Silvas, „Kassia the Nun”, în Lynda Garland (ed.) Women byzantine: Varieties of Experience 800-1200, Ashgate, 2006.
- Татьяна А. Сенина (монахиня Кассия). "Диалог Феофила и Кассии: литературная выдумка или реальность?" {Tatiana A. Senina (Nun Kassia), „Dialog între Teofil și Kassia: ficțiune literară sau realitate?” } , Scrinium. Т. 2: Universum Hagiographicum. Memorial RP Michel van Esbroeck, sj (1934–2003) / Ed. par B. Lourie și A. Mouraviev (Санкт-Петербург, 2006) 240–272
- Tatiana A. Senina (moniale Kassia), Ἡ γυνή φιλόσοφος: S. Cassia de Constantinople et Platon, Scrinium. Т. 4: Patrologia Pacifica și alte studii patristice / Ed. par B. Lourié și V. Baranov (St. Petersbourg, 2008) 333-340.
- Tatiana A. Senina (moniale Kassia). Rémarques sur le Canon des défunts écrit par S. Cassia de Constantinople , Scrinium. Т. 5: Symbola Caelestis. Le symbolisme liturgique et paraliturgique dans le monde chrétien / Éd. par A. Orlov și B. Lourié (2009) 317-322.
- Hagiografia Sf. Kassia din Biserica Ortodoxă Antiohiană Arhivat în 29 mai 2016, la Wayback Machine.
- Kosta Simić, „Viața după natură: idealuri ascetice într-un Sticheron de Kassia”, Crkvene studije / Church Studies 6, The Center of Church Studies, Niš 2009, pp. 111–121. ( https://www.academia.edu/1074079 )
- Kassia the Nun in Context de Kurt Sherry Arhivat în 1 iulie 2016, la Wayback Machine.
- Kosta Simić, „Imnografia Casianei în lumina surselor patristice și a lucrărilor himnografice anterioare”, Zbornik Radova Vizantološkog Instituta 48 (2011) 7-37.